# 约翰内斯·扬松纽斯
约翰内斯·扬松纽斯（Johannes Janssonius，1588年—1664年7月11日）是一位荷兰地图制作师， 17世纪生活并工作在阿姆斯特丹。

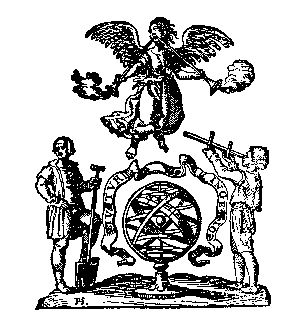
Janssonius' mark

扬松纽斯出生在阿纳姆，父亲为出版商和书商。 1612年，他与伊丽莎白·德宏德特（Elisabeth de Hondt）结为夫妻。1616年，他制作他的第一个地图，描绘了法国和意大利。1623年，他在法兰克福拥有了自己的第一个书店，后来又在格但斯克、斯德哥尔摩、哥本哈根、柏林、康尼斯堡、日内瓦和里昂相继开办书店。原配妻子于1627年逝世，1629年他娶伊丽莎白·卡里尔（Elisabeth Carlier）。1630年代他和他妻子的兄弟成为合作伙伴，成立公司“Mercator/Hondius/Janssonius”出版地图。
在扬松纽斯的掌管之下，公司日益扩大，更名为“Atlas Novus”，1638年出版了3本地图，其中一本内容专注为意大利。1646年出版了一本《英国各县地图》（English County Maps），比威廉·布劳（Willem Blaeu）的类似地图版本晚了一年。扬松纽斯的地图与布劳的很相像，他经常被对手指责抄袭，但是他的多幅地图与布劳的地图在覆盖的范围上有所不同。1660年，公司名称变为“Atlas Major”，共出版了11本地图，拥有超过100位地图制作师和版画师。其中包括《世界上大部分城市》（Townatlas），世界水域分布（33幅地图），以及古代世界（60幅地图）。其中第11本为Andreas Cellarius绘制的星空图，以荷兰语、拉丁语、法语出版，有时候以德语出版。